# Шталлікон
Шталлікон (нім. Stallikon) — громада  в Швейцарії в кантоні Цюрих, округ Аффольтерн.

## Географія
Громада розташована на відстані близько 90 км на північний схід від Берна, 7 км на південний захід від Цюриха.
Шталлікон має площу 12 км², з яких на 11,1% дозволяється будівництво (житлове та будівництво доріг), 38% використовуються в сільськогосподарських цілях, 49,8% зайнято лісами, 1,1% не є продуктивними (річки, льодовики або гори).

## Демографія
2019 року в громаді мешкало 3755 осіб (+18,8% порівняно з 2010 роком), іноземців було 22,3%. Густота населення становила 312 осіб/км².
За віковим діапазоном населення розподілялося таким чином: 21,4% — особи молодші 20 років, 62,4% — особи у віці 20—64 років, 16,3% — особи у віці 65 років та старші. Було 1554 помешкань (у середньому 2,4 особи в помешканні).
Із загальної кількості 775 працюючих 38 було зайнятих в первинному секторі, 155 — в обробній промисловості, 582 — в галузі послуг.